# Werner Stocker (attore)
Werner Stocker (Flintsbach am Inn, 7 aprile 1955 – Starnberg, 27 maggio 1993) è stato un attore tedesco.

## Biografia
Werner Stocker è figlio di Stocker Albina e Peter Fischer. Dopo gli studi al Finsterwalder-Gymnasium di Rosenheim e germanistica a Monaco di Baviera. Recitò nella serie francese TV Les Rebelles (1977), iniziando la carriera d'attore. Dal 1976 al 1979 frequentò la Neue Münchner Schauspielschule di Ali Wunsch-König.
Con il ruolo di Christoph Probst nel film di Michael Verhoeven Die weiße Rose ebbe successo nel 1981. Dopo la recitazione come Albert nel film di Joseph Vilsmaier Herbstmilch. La popolarità arrivò con il personaggio di Darius nella serie TV Highlander (1992–1993).
Morì il 27 maggio 1993 dopo breve malattia all'età di 38 anni a seguito di un tumore cerebrale. Stockers è sepolto nel cimitero di Flintsbach am Inn.

## Highlander: la serie
Werner Stocker si esibì nel successo fantasy che è stata Highlander nei panni di Darius, un prete immortale vecchio di 2000 anni.
Il copione dell'episodio Secoli di odio
descriveva Darius come una "brutta faccia orribile",, ma quando i produttori dettero la parte, essi scelsero Stocker, il quale non corrispondeva alla descrizione. Il consulente creativo David Abramowitz spiegò: "Darius, originariamente nel copione, era stato descritto per assomigliare a Quasimodo, fisicamente brutto e con un'anima gloriosa. E quando io andai in Francia, notai che avevano dato la parte a questo giovane e bello attore tedesco di nome Werner Stocker. Io dissi 'Aspettate un minuto. Cosa succede qui? Si presupponeva che lui fosse brutto'. E sembrava che i tedeschi, che ci stavano investendo parecchio denaro, non volevano che l'unico tedesco della produzione fosse brutto; cosicché non fu brutto. E questo fu uno dei casi in cui i politici vinsero e non fu per niente di male in quanto lui fu magnifico nella parte."
A proposito dello sviluppo del personaggio di Darius il consulente creativo associato Donna Lettow disse: "È stato sempre pianificato che Darius
morisse nell'episodio I cacciatori. I
piani originali per Darius era che egli ricomparisse in diversi Flashback in maniera molto simile al personaggio di Fitzcaim." Abramowitz confermava: "Darius avrebbe dovuto avere una parte più grande nella serie, ma Werner morì" La malattia improvvisa di Stocker effettivamente impedì che questo avvenisse. Il produttore Bill Panzer ricorda che Stocker "disse di avere un Tumore cerebrale" e questo successe prima che iniziassimo le riprese de I cacciatori, proprio poco prima. Questo causò una grande quantità di correzioni e riscritture ai copioni." L'opuscolo promozionale della stagione 1 racconta: "Pochi giorni prima di andare in produzione l'attore Werner Stocker fu colpito da malore e non fu in grado di lavorare. A tuttora il personaggio di Darius è
diventata una parte integrante della storia e gli sceneggiatori dovettero fare un lavoro duro per aggiustare la linea temporale." Abramowitz ricorda: "Questo fu il fatto che ci fece capire che Werner Stocker era gravemente malato. (...) Io ricevetti una telefonata alle tre del mattino, nella quale mi fu detto che Werner non sarebbe stato disponibile, da lì a un giorno e mezzo dovevamo cominciare le riprese, e c'era la paura di dovere arrestare il lavoro. Allora mi misi a lavorare, scrivendo per venticinque ore
consecutive, senza sosta, e stesi un copione che permise al programma di andare avanti rivelandosi un lavoro non male." L'opuscolo promozionale prosegue: "Riprese recuperate da precedenti episodi furono usati con successo per coprire l'assenza dell'attore e il finale della stagione divenne una parte importante della saga di Highlander, cambiando definitivamente il futuro della serie con l'introduzione dei Cacciatori e degli Osservatori.
Commentando l'interpretazione di Stocker nella parte di Darius, Abramowitz disse: "lui aveva un'eleganza, presenza, e fui felice dell'episodio
Secoli di odio." Adrian Paul pensava: "(Egli) aveva dentro di sé una qualità molto eterea e penso che Werner interpretò Darius molto bene." L'opuscolo promozionale riporta che Darius era "interpretato con grazia piena di sentimento da (...) Stocker. Stocker fu immediatamente apprezzato dagli ammiratori." Gli episodi Alleanza Omicida: Parte 1 e Alleanza Omicida: Parte 2 furono a lui dedicati.

## Riconoscimenti
- 1983 Premio attore tedesco (Deutscher Darstellerpreis) come Migliore attore giovane
- 1988 Premio bavarese per il cinema (Bayerischer Filmpreis) condiviso con Dana Vávrová per Herbstmilch, Migliore attore giovane.

## Filmografia

### Attore

#### Film
- Die Weiße Rose, regia di Paul Verhoeven (1982)
- Ein Mann wie EVA (1984)
- Novembermond (1985)
- Auf immer und ewig (1986)
- Der Condor (1988)
- Herbstmilch (1989)
- Lex Minister (1990)
- Rama Dama (1991)
- St. Petri Schnee (1991)
- Schatten der Liebe (1992)
- Samba Syndrom (1992)
- Far from Berlin (1992)
- Rosenemil (1993)

#### Film TV
- Die Undankbare (1980)
- Der Richter (1981)
- Collin (1981)
- Warum hast du so traurige Augen (1982)
- Rambo Zambo (1984)
- Abenteuer aus dem Englischen Garten (1984)
- Le dernier civil (1984)
- Quella sporca dozzina - Missione mortale (1987)
- Aquaplaning (1987)
- The Private War of Lucinda Smith (1990)
- Terror Stalks the Class Reunion (1992)

#### Serie TV
- Soko 5113 (3 episodi) (1980-1989)
- Exil (Episodi sconosciuti - Mini serie TV) (1981)
- Die fünfte Jahreszeit (2 episodi - Mini serie TV) (1982-1983)
- L'ispettore Derrick (episodio Die Verführung - Una folle idea) (1984)
- Il commissario Köster (episodio Reihe 7 Grab 11 - Fila 7, Tomba 11) (1984)
- Die Wiesingers (Episodi sconosciuti) (1984)
- Flight Into Hell (Episodi sconosciuti - Mini serie TV) (1985)
- Schafkopfrennen (Episodi sconosciuti - Mini serie TV) (1986)
- Un caso per due (1 episodio) (1988)
- Highlander (5 episodi) (1992-1993)